# Bilton (East Riding of Yorkshire)
Bilton – wieś w Anglii, w hrabstwie East Riding of Yorkshire. Leży 8 km na północny wschód od miasta Hull i 253 km na północ od Londynu. W 2001 miejscowość liczyła 2340 mieszkańców.